# Acacia dunnii
Espèce
Acacia dunnii,  est une espèce de plante à fleurs de la famille des Fabacées. C'est un arbre originaire d'Australie. Il est communément dénommé Acacia oreilles d'éléphant.

## Description
C'est un arbre de 7 m de haut, aux très grandes phyllodes (30 cm de long sur 20 cm de large) aux fleurs en boules jaunes.

## Répartition
Acacia dunnii pousse en Australie-Occidentale et dans le Territoire du Nord en Australie.